# Heinz Marohn
Heinz Marohn (* 3. Februar 1922; † 31. Juli 2015 in Berlin) war ein deutscher Kulturwissenschaftler.

## Leben
In der Frühzeit der Deutschen Demokratischen Republik war er als Agitator der SED tätig und gehörte zum Präsidium des Ausschusses der Nationalen Front in Berlin. Danach widmete er sich der Kulturarbeit nach marxistisch-leninistischer Ausrichtung und war Direktor der Bezirkskulturakademie Berlin.
Die Promotion A an der Humboldt-Universität zu Berlin reichte er 1980 mit dem Titel Zur Entwicklung von Klubs und Kulturhäusern in der DDR. Eine kulturhistorische Untersuchung ein. Nach der deutschen Wiedervereinigung wurde Marohn 1990 zum Führungsmitglied der Kommunistischen Plattform und war ab 1991 Redakteur der Mitteilungen der Kommunistischen Plattform der PDS. Er blieb in der Geschichtskommission für die PDS und Die Linke in Friedrichshain-Kreuzberg tätig und verfasste Schriften u. a. zu Paul Singer, Richard Sorge und Alt-Stralau.
Marohn verstarb am 31. Juli 2015 in Berlin. Er wurde auf dem Sankt Marien- und Sankt Nikolai-Friedhof II in Berlin-Prenzlauer Berg beigesetzt.

## Schriften (Auswahl)
- Klubs und Kulturhäuser. Funktion, Leitung und Planung, Arbeit und Wirkung, Geschichte. Literaturverzeichnis. Berlin 1980, OCLC 251418180.
- Die Volkshäuser. Aufgaben und Wirkung. Berlin 1982, OCLC 257231489.
- mit Eberhard Czichon: Das Geschenk. Die DDR im Perestroika-Ausverkauf. Ein Report. Köln 2009, ISBN 978-3-89438-419-7.
- mit Eberhard Czichon: Thälmann. Ein Report. Berlin 2010, ISBN 978-3-939828-56-3.
- mit Eberhard Czichon und Wiljo Heinen: Aber ich glaube an den Triumph der Wahrheit: Ernst Thälmann zum 125. Geburtstag. ISBN 978-3-939828-66-2
- Spring Quelle spring, mich dürstet. Leise und laute Töne. Berlin 2017, ISBN 3-95514-032-6.